# Mon frère se marie
Pour plus de détails, voir Fiche technique et Distribution.
Mon frère se marie est un film franco-suisse réalisé par Jean-Stéphane Bron, sorti en 2006.
Un grand mariage (2013), de Justin Zackham, est un remake de ce film.

## Synopsis
Vingt ans après avoir été adopté par une famille suisse, les Depierrat, Vinh va épouser Sarah dans l'intimité pour éviter que ses parents adoptifs Claire et Michel ne se recroisent, la famille ayant éclaté depuis dix ans.
Cependant, la mère vietnamienne de Vinh va venir pendant trois jours pour assister au mariage de son fils, qu'elle avait décidé de laisser partir sur un bateau de boat people alors qu'il avait sept ans. Comme les Depierrat et même Vinh, lors d'un voyage au pays, ne lui ont jamais avoué qu'il y a eu un divorce, Jacques, le fils, insiste pour que tous jouent la comédie de la famille unie et catholique pour faire plaisir à cette dame et à Vinh.
Le film est consacré aux péripéties de la préparation difficile de ces trois jours et du jour du mariage au cours duquel l'ancien couple Claire-Michel a du mal à se revoir et que leur fille Catherine ne parvient toujours pas à dialoguer avec ses parents. Pire, au fur et à mesure, l'ancien patron monomaniaque de son entreprise, Michel et Claire finissent par accuser Jacques de tenter de réunir la famille contre leur gré.

## Fiche technique
- Titre original : Mon frère se marie
- Langue : français
- Réalisation : Jean-Stéphane Bron
- Scénario : Jean-Stéphane Bron et Karine Sudan
- Photographie : Matthieu Poirot-Delpech
- Décors : Rekha Musale
- Costumes : Géraldine Orinovski
- Son : Luc Yersin
- Musique : Christian Garcia
- Montage : Karine Sudan
- Production : Box Productions - Les Films Pelléas
- Pays de production :  Suisse,  France
- Durée : 95 minutes
- Dates de sortie :
  - Festival international du film de Locarno : 8 août 2006
  - France : 31 janvier 2007

## Distribution
- Jean-Luc Bideau :	Michel Depierrat, le père
- Aurore Clément : Claire, la mère
- Cyril Troley : Jacques, leur fils
- Delphine Chuillot : Catherine, leur fille
- Quoc Dung Nguyen : Vinh, le fils adoptif
- Lan Truong : le prêtre
- Man Thu : la mère de Vinh
- Thanh An : l'oncle Dac
- Michèle Rohrbach : Sarah, la future épouse de Vinh
- André Pinkus : le père de Sarah

## Commentaires
Mon frère se marie est le premier film de fiction du documentariste suisse Jean-Stéphane Bron. Cependant, plusieurs aspects rappellent que celui-ci vient du monde du documentaire : l'intrigue est liée à deux histoires personnelles : celle du réalisateur dont la famille a adopté un enfant viêt-namien et celle de l'acteur Quoc Dung Nguyen qui a connu le même périple que Vinh. L'acteur a été choisi pour cette raison.
Ensuite, le personnage de Jacques personnifie Bron : visiblement quelque temps après ce mariage, Jacques filme les membres de sa famille pour recevoir leur témoignage sur l'adoption de Vinh et le mariage. L'adjectif possessif du titre indique qu'il est le narrateur de l'histoire.
Pour amener la découverte de la profonde déchirure de cette famille, la première moitié du film présente des traits d'humour : par exemple, la table du repas de famille montée dans la journée est bancale et l'oncle germanophone est joué par un acteur comique vietnamien.

## Distinctions
- Prix du cinéma suisse 2007
  - Meilleur rôle principal pour Jean-Luc Bideau
  - nommé pour la meilleure fiction.